# Virtuous Wives
Virtuous Wives er en amerikansk stumfilm fra 1918 af George Loane Tucker.

## Medvirkende
- Anita Stewart - Amy Forrester
- Conway Tearle - Andrew Forrester
- Hedda Hopper - Irma Delabarre
- Edwin Arden - Maurice Delabarre
- William "Stage" Boyd - Monte Bracken
- Virginia Norden
- Katherine Lewis
- Captain Mortimer
- Harold Gwynn - Tubby Vandergrift
- Gwen Williams - Kitty Lightbody
- Lucille Clayton - Miss Rushin
- Thomas Carr - Bobby Delabarre
- Philip Leigh - Teddy Dawson
- George Stewart